# Marte y la mente del hombre
Marte y la mente del hombre es un libro que relata un simposio público que tuvo lugar en el Instituto de Tecnología de California el 12 de noviembre de 1971. El panel estuvo formado por cinco personas célebres de la ciencia, la literatura y el periodismo: Ray Bradbury; Arthur C. Clarke; Bruce C. Murray; Carl Sagan y Walter Sullivan. Ellos cinco son los autores de este libro. El simposio se celebró poco antes de que la sonda espacial Mariner 9 entrase en órbita alrededor de Marte. El libro fue publicado en 1973 por Harper and Row en Nueva York.

## Acerca del libro
El libro es una transcripción de la discusión emprendida por los cinco distinguidos miembros del panel mencionados anteriormente en noviembre de 1971. Esta conversación estuvo marcada por el importante hito que suponía la llegada de la Mariner 9 a Marte. Además, la Mariner 9 iba a ser la primera nave espacial terrestre insertada en la órbita de un planeta distinto a la Tierra.
Como se indicó, «...el profesor de Ciencias Planetarias de Caltech, Bruce Murray, convocó al formidable panel de pensadores para discutir las implicaciones de este evento histórico». El moderador de la discusión fue Walter Sullivan, editor científico del New York Times. Se ofrecieron diversas perspectivas sobre la misión Mariner 9; el propio planeta rojo; la interrelación de los humanos y el cosmos; priorizando la exploración espacial y contemplando el futuro de la civilización.
También se incluyen en el libro las primeras fotos enviadas a la Tierra por la sonda espacial Mariner 9 y «...una selección de "reflexiones posteriores" de los panelistas, rememorando el histórico logro».

## Poema de Bradbury
En varios minutos de video de archivo publicados por la NASA, se muestra a Bradbury bromeando ingeniosamente con otros miembros del panel en la mesa redonda de noviembre de 1971. Las imágenes se publicaron en 2012 para honrar un lugar de Marte recién nombrado: «Bradbury Landing». Además, las imágenes publicadas muestran a Bradbury leyendo su poema «If Only We Had Taller Been». En esa época, este fue «...uno de varios poemas inéditos que compartió en el evento». Antes de leer el poema, se observa a Bradbury diciendo: «No sé qué diablos estoy haciendo aquí. Soy el menos científico de todas las personas que están aquí en la plataforma hoy... Esperaba que, durante los últimos días, a medida que nos acercábamos a Marte y el polvo se disipaba, veríamos a muchos marcianos parados allí con enormes carteles diciendo: "Bradbury tenía razón"».